# Jerzy Tyszkiewicz (1571–1625)
Jerzy Tyszkiewicz herbu Leliwa (ur. w 1571 roku – zm. 14 sierpnia 1625 roku) – jezuita, polemista.
Syn wojewody brzeskiego Jerzego.
Pobierał nauki w Wilnie i Rzymie, gdzie wstąpił do zgromadzenia w 1593 roku. Po powrocie do kraju uczył filozofii i teologii w Kaliszu, Poznaniu i kolegium jezuitów w Lublinie. Zarządzał kolegiami w Toruńskiem, Kaliskiem, Poznańskiem, Krakowskiem, potem zarządzał całą prowincją. 
W sporze jezuitów z Akademią Krakowską był jednym z najaktywniejszych obrońców swojego zakonu. 
Autor pism: De perfectione (Kraków 1624, Kolonia 1626), Theologia antilogica Lutheranorum et antilogia theologica Calvinistarum etc. (Kraków 1624, drugie wydanie Kolonia 1627).